# 心岳寺仮乗降場
心岳寺仮乗降場（しんがくじかりじょうこうじょう）は、かつて鹿児島県鹿児島市吉野町にあった、日本国有鉄道（国鉄）日豊本線の仮乗降場（廃駅）である。

## 概要
1908年（明治41年）、当時「鹿児島三大詣り」として知られていた平松神社で行われる「心岳寺詣り」へのアクセス目的として、重富駅 - 鹿児島駅間（現在の重富駅 - 竜ヶ水駅間。当時竜ヶ水駅は未開業）に設置された。詣りが行われる時期（8月、9月）のみ営業する仮乗降場であった。
一時期は海水浴客向けに営業したこともあるが、戦後心岳寺詣りが急速に衰退すると当駅の利用客も激減したため、1967年（昭和42年）に廃止された。

## 歴史
- 1908年（明治41年）7月28日：重富駅 - 鹿児島駅間に仮乗降場として開設[1]。
- 1915年（大正4年）8月7日：当仮乗降場 - 鹿児島駅間に竜ヶ水駅が開業[1]。
- 1967年（昭和42年）8月1日：廃止[1]。

## 駅構造
単式ホーム1面1線を有する地上駅であった。ホームの跡は現存している。

## 駅周辺
- 国道10号
- 鹿児島湾
- 平松神社
  - 詣りへの最寄り駅であったが、神社とは南側に約500 m離れていた。

## 隣の駅
日本国有鉄道
日豊本線
重富駅 - 心岳寺仮乗降場 - 竜ヶ水駅